# 吴衡照
吳衡照（1771年—？），字夏治，號子律，浙江海寧人。
生於乾隆三十六年（1771年），精音律，為浙西詞派論家。嘉慶十六年辛未科進士。官至金華府教授。卒年不詳。有《辛卯生詩餘》一卷，《蓮子居詞話》四卷。